# Mawson Coast
Mawson Coast är en strand i Antarktis. Den ligger i Östantarktis. Australien gör anspråk på området.